# Dasylirion occidentalis
Dasylirion occidentalis ist eine Pflanzenart der Gattung Dasylirion in der Familie der Spargelgewächse (Asparagaceae). Ein englischer Trivialname ist „Sotol“.

## Beschreibung
Dasylirion occidentalis  bildet einen Stamm von 40 bis 80 cm Höhe. Die glatten, verdickten, variablen, fein wachsartigen, bläulichen, dichten Laubblätter sind 80 bis 100 cm lang und 8 bis 16 mm breit. An den Blatträndern sind die feinen, unregelmäßig angeordneten Randdornen erkennbar.
Der rispige holzige Blütenstand wird 3 bis 4 m hoch. Die zahlreichen Blüten sind gelb. Die Blühperiode reicht von Mai bis August.
Die eiförmigen Kapselfrüchte enthalten einen Samen und sind 5,5 bis 6 mm lang und 3,5 bis 6 mm breit. Die dreikantigen Samen sind 3 bis 3,5 mm lang und 2,5 mm breit.

## Verbreitung und Systematik
Dasylirion occidentalis ist in Mexiko in Zacatecas, Aguascalientes, Jalisco und Guanajuato in Höhenlagen von 1900 bis 2300 m verbreitet. Die Art wächst in Wüstengebieten in offenem, flachen Gelände, an steinigen Hängen vergesellschaftet mit Yucca decipiens Agave durangensis und verschiedenen Opuntia-Arten.
Die Erstbeschreibung als Dasylirion acrotriche var. occidentalis erfolgte 1994 durch David John Bogler in seiner Dissertation. Fritz Hochstätter erhob die Varietät 2011 in den Rang einer Art.
Das seltene Dasylirion occidentalis ist ein Mitglied der Sektion Glaucophyllum. Typisch sind die langen, glatten, variablen Blätter mit den feinen, buschigen Spitzen. Ihr Erscheinungsbild ähnelt Dasylirion parryanum. Im nördlichen Verbreitungsgebiet wächst Dasylirion durangense. In dieser Region existieren Zwischenformen der beiden Arten.
Dasylirion occidentalis ist kaum bekannt.

## Nachweise